# Ebenweiler
Ebenweiler é um município da Alemanha, no distrito de Ravensburg, na região administrativa de Tubinga, estado de Baden-Württemberg.